# Strongcleuch Burn
Der Strongcleuch Burn ist ein Wasserlauf in Dumfries and Galloway, Schottland. Er entsteht nordöstlich des Ettrick Pen aus dem Zusammenfluss von Muckle Cauldron Burn und Little Cauldron Burn und fließt in südöstlicher Richtung bis zu seiner Mündung in den Glendearg Burn.